# Verwaltungsgemeinschaft Bad Muskau
Die Verwaltungsgemeinschaft Bad Muskau, obersorbisch Zarjadniski zwjazk Mužakow, ist eine Verwaltungsgemeinschaft im Landkreis Görlitz im Freistaat Sachsen.
Die Verwaltungsgemeinschaft liegt im Nordosten des Landkreises, etwa 8 km nordöstlich der Stadt Weißwasser. Im Osten grenzt die Verwaltungsgemeinschaft an Polen mit dem Grenzfluss Neiße und im Norden an das Land Brandenburg.
Am 5. April 1996 wurde die Verwaltungsgemeinschaft Bad Muskau mit den Mitgliedsgemeinden Bad Muskau, Gablenz und Kromlau gegründet. Kromlau schied mit der Eingemeindung nach Gablenz zum 1. Januar 1999 aus der Verwaltungsgemeinschaft aus.

## Mitgliedsgemeinden
Die Verwaltungsgemeinschaft setzt sich derzeit aus zwei Städten und Gemeinden zusammen. Ausführende Gemeinde ist die namensgebende Landstadt Bad Muskau.
- Stadt Bad Muskau (Mužakow) mit dem Ortsteil Köbeln (Kobjelin)
- Gemeinde Gablenz (Jabłońc) mit dem Ortsteil Kromlau (Kromlawa)